# Bradley Dean
Bradley Dean (Pottsville, 18 giugno 1970) è un attore statunitense, noto soprattutto come interprete di musical a Broadway.

## Biografia
Bradley Dean è nato a Pottsville, in Pennsylvania, e ha studiato recitazione e canto alla Carnegie Mellon University. Ha cominciato a calcare le scene statunitensi a partire dagli anni novanta, durante i quali ha recitato in numerosi musical a Pittsburgh, tra cui No, No, Nanette (1991), Camelot (1991), Evita (1991), A Christmas Carol (1992), The Pirates of Penzance (1993), Fiorello! (1993), South Pacific (1993) e Mame (1994). Nel 2000 ha fatto il suo debutto a Broadway nel musical Jane Eyre, a cui è seguita una produzione regionale di Falsettos a Sheffield e il ruolo di Anselmo a Broadway nel 2002 in un revival di Man of La Mancha. Nel 2004 ha recitato nuovamente a Pittabsurgh nel musical 1776 e nello stesso anni ha interpretato Che Guevara nella tournée statunitense del musical Evita. Nel 2006 è stato il sostituto di Raúl Esparza nel ruolo del protagonista del musical Company a Broadway, dove due anni più tardi è  tornato a recitare nel musical Spamalot, in cui ha interpretato Sir Dennis Galahad, un ruolo che l'anno successivo è tornato ad interpretare nel tour americano dello show.
Nel 2009 ha recitato nuovamente in Camelot, questa volta ad East Haddam nel ruolo del protagonista Artù. Nel novembre dello stesso anno è tornato a Broadway nel musical A Little Night Music, in cui ha interpretato Frid accanto ad Angela Lansbury e Catherine Zeta-Jones; sette mesi più tardi Dean è stato promosso al ruolo principale di Carl-Magnus Malcolm, questa volta accanto a Bernadette Peters ed Elaine Stritch. Nel 2012 ha recitato nuovamente a Broadway in Evita al Marquis Theatre, a cui sono seguite produzioni regionali e newyorchesi di Camelot (Casa Manana, 2013), The Last Ship (Broadway, 2014), Doctor Zhivago (Broadway, 2014), A New Brain (New York, 2015) e Funny Girl (Beverly, 2016).
Nel 2016 ha recitato ad Ogunquit nei musical The Hunchback of Notre Dame e Follies, interpretando ruoli principali in entrambi gli allestimenti: quello di Frollo nel primo e quello di Benjamin "Ben" Stone nel secondo, in cui recitava accanto a un cast di veterani di Broadway che includeva Emily Skinner, Christiane Noll, Nancy Opel ed Amra-Faye Wright. Dal 2016 al 2018 ha recitato in Dear Evan Hansen a Broadway, a cui sono seguiti ruoli principali in allestimenti di Chess (Kennedy Center, 2018), Jekyll & Hyde (Casa Manana, 2018), Candide (Atlanta, 2018) e Titanic (Pittsburgh, 2018). Nel 2019 ha recitato in Mamma Mia! nel Connecticut, mentre nel 2019 è tornato a Broadway nel musical The Phantom of the Opera, nel ruolo di Monsieur André.

## Filmografia

### Televisione
- Person of Interest - serie TV, 1 episodio (2011)
- The Good Fight - serie TV, 1 episodio (2018)

## Doppiatori italiani
Nelle versioni in italiano delle opere in cui ha recitato, Bradley Dean è stato doppiato da:
- Stefano Valli in Person of Interest